# マッケンジー・クルック
ポール・マッケンジー・クルック（Paul Mackenzie Crook, 1971年9月29日 - ）は、イギリスの俳優。

## 来歴
幼少期に成長ホルモン不全症のため３年間ホルモンセラピーを受ける。
1996年、短編画でデビュー。2001年、BBCのコメディドラマ『The Office』にギャレス・キーナン役で出演し、一躍有名になる。ギャレス役に抜擢されるまではスタンダップ・コメディをやりながらピザハットや病院で働いていた。
これ以降は映画、テレビドラマ、舞台に脇役で数多く出演。近年は『パイレーツ・オブ・カリビアン』シリーズで義眼の海賊ラゲッティ役を演じたことで知られている。
2011年、舞台『エルサレム』に出演し、トニー賞演劇助演男優賞にノミネートされた。

### プライベート
私生活では2001年4月に結婚。2003年1月17日に長男、2007年12月24日に長女が生まれて、一男一女の父親である。

## 主な出演作品
| 公開年    | 邦題 原題                                                                                            | 役名               | 備考           |
| --------- | --- | ------------------ | -------------- |
| 1998      | スティル・クレイジー Still Crazy                                                                     | オランダ人の青年   |                |
| 2001-2003 | The Office                                                                                           | ギャレス・キーナン | テレビシリーズ |
| 2003      | パイレーツ・オブ・カリビアン/呪われた海賊たち Pirates of the Caribbean: The Curse of the Black Pearl | ラゲッティ         |                |
| 2003      | ギャザリング The Gathering                                                                           |                    |                |
| 2004      | ヴェニスの商人 The Merchant of Venice                                                                | ランスロット       |                |
| 2004      | ライフ・イズ・コメディ! ピーター・セラーズの愛し方 The Life and Death of Peter Sellers               | セールスマン       |                |
| 2004      | チャーチルズ・ウォー Churchill: The Hollywood Years                                                  | ジミー             |                |
| 2004      | ネバーランド Finding Neverland                                                                       | ジャスパーズ       |                |
| 2005      | ブラザーズ・グリム The Brothers Grimm                                                                | ヒディック         |                |
| 2006      | REVOLUTION 最後の革命家の物語 Land of the Blind                                                      |                    |                |
| 2006      | パイレーツ・オブ・カリビアン/デッドマンズ・チェスト Pirates of the Caribbean: Dead Man's Chest       | ラゲッティ         |                |
| 2007      | パイレーツ・オブ・カリビアン/ワールド・エンド Pirates Of The Caribbean: At World's End               | ラゲッティ         |                |
| 2007      | アメリカン・キャンディー 俺たちの課外授業! I Want Candy                                              |                    |                |
| 2008      | エンバー 失われた光の物語 City of Ember                                                              | ルーパー           |                |
| 2009      | ソロモン・ケーン Solomon Kane                                                                        | 神父               |                |
| 2009      | 魔術師 MERLIN Merlin                                                                                 | セドリック         | テレビシリーズ |
| 2011      | アイアンクラッド Ironclad                                                                            | マークス           |                |
| 2011      | タンタンの冒険/ユニコーン号の秘密 The Adventures of Tintin: Secret of the Unicorn                    | トム               | 声の出演       |
| 2013      | ゲーム・オブ・スローンズ Game of Thrones                                                             | オレル             | テレビシリーズ |
| 2013      | ALMOST HUMAN/オールモスト・ヒューマン Almost human                                                   | ルディ・ロム       | テレビシリーズ |
| 2013      | ワン チャンス One Chance                                                                             | ブラドン           |                |
| 2013      | テレーズ 情欲に溺れて In Secret                                                                      | グリヴェ           |                |
| 2014      | ザ・マペッツ2/ワールド・ツアー Muppets Most Wanted                                                   |                    |                |
| 2014      | Detectorists                                                                                         | アンディ・ストーン | テレビシリーズ |
| 2015      | Ordinary Lies                                                                                        |                    | テレビシリーズ |
| 2017      | 英国特殊空挺部隊 オペレーションV Eat Locals                                                          | ラルース           |                |
| 2018      | プーと大人になった僕 Christopher Robin                                                               | 新聞屋             |                |

### ミュージック・ビデオ
- ポール・マッカートニー 「Dance Tonight」 （2007年）

### 舞台
- カッコーの巣の上で One Flew Over the Cuckoo's Nest （2004年）
- エイリアン Aliens （2010年）
- エルサレム Jerusalem （2011年）

## 参照
1. ↑  Hardy, Frances (2007年12月28日). “From Office to Romeo: Why Mackenzie Crook is terrified of love scenes”. Daily Mail (UK) 2010年1月24日閲覧。